# اس-بان کارلسروهه
 اس-بان کارلسروهه (آلمانی: Karlsruhe Stadtbahn) سیستم قطار سبک شهری و حومه در کارلسروهه، آلمان است.
این راه‌آهن که در سال ۱۹۹۲ تأسیس شده دارای ۱۲ خط، ۱۹۰ ایستگاه و ۲۶۲٫۴ کیلومتر طول است.

## نگارخانه

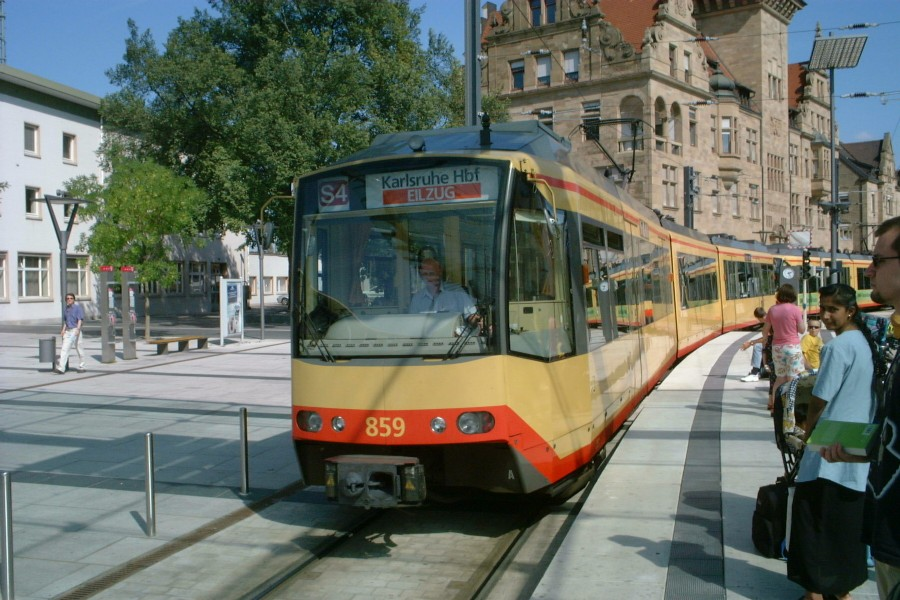
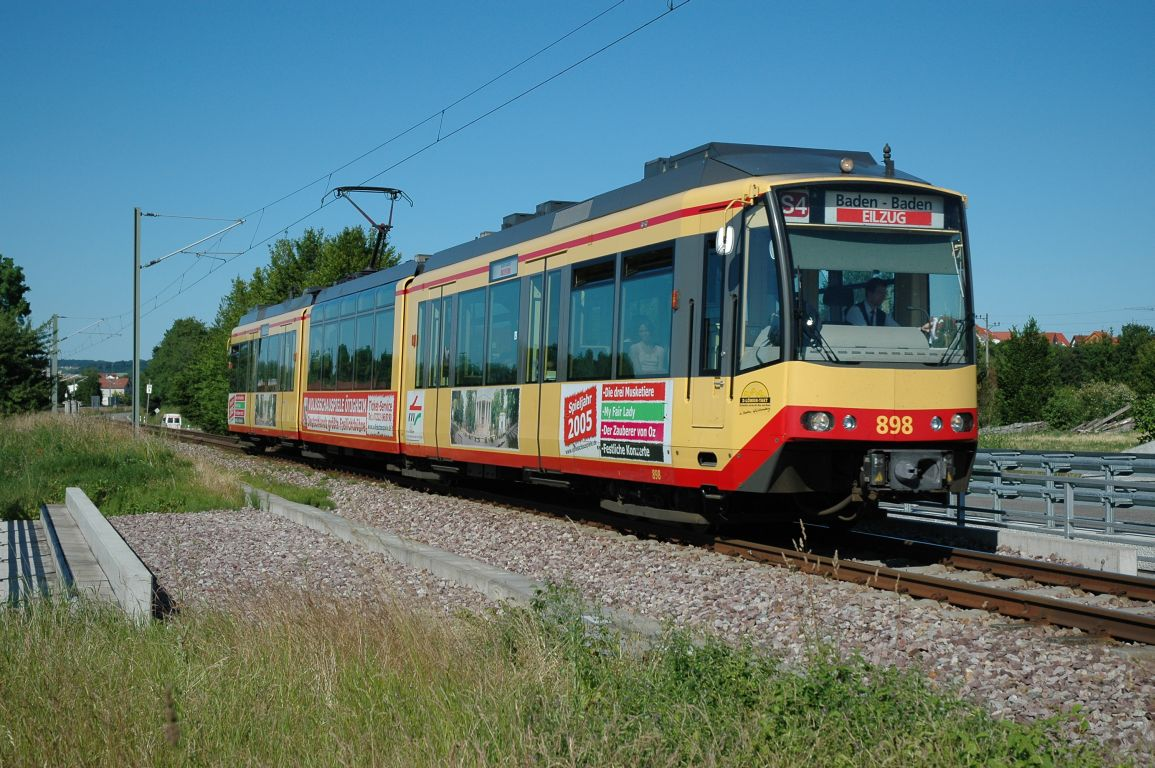
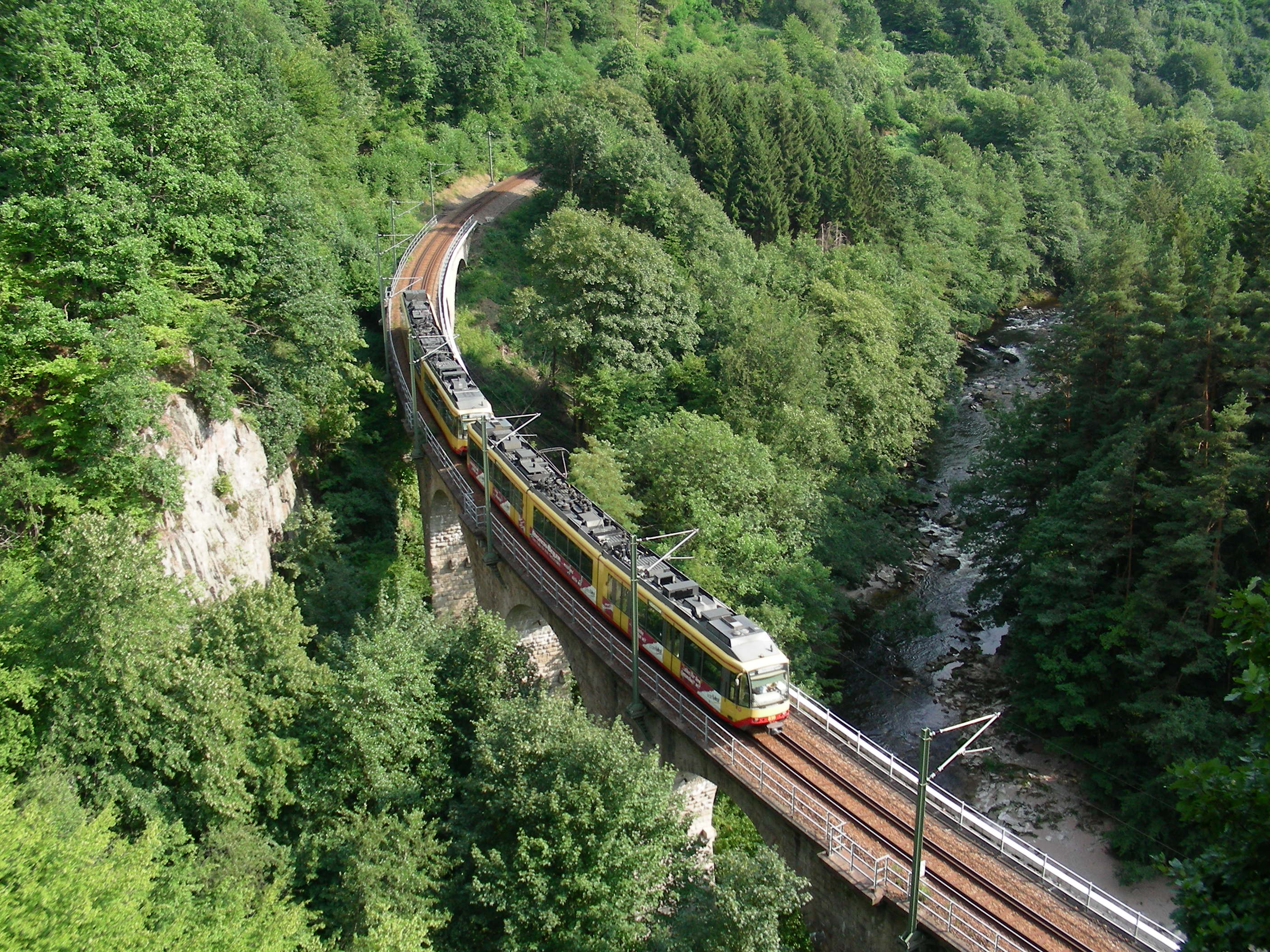